# Jordina Millà
Jordina Millà Benseny (* 1984 in Balaguer) ist eine spanische Improvisationsmusikerin (Piano, Präpariertes Klavier, auch Komposition).

## Leben und Wirken
Millà beschäftigte sich schon von Kindesalter an mit Musik verschiedenster stilistischer und ethnischer Richtungen. Am Rotterdams Conservatorium (Codarts) absolvierte sie eine klassische Piano-Ausbildung; nach ihrem Abschluss studierte sie an der Ecole Normale de París und trat als Solistin und in Kammermusik-Ensembles in den Niederlanden, Spanien, Belgien und Italien auf. Seitdem setzte sie ihre musikalischen Forschungen fort, auch in Verbindung mit Tanzprojekten, wie mit Doctor Alonso im Theater Mercat de les Flors in Barcelona. Seitdem arbeitete sie u. a. mit Agustí Fernández (der sie der freien Improvisation nahebrachte), des Weiteren mit Axel Dörner, Almut Kühne, Andreas Willers, Christian Marclay, Ramon Prats, Don Malfon und Yorgos Dimitriadis, 2021 mit der Perkussionistin Núria Andorrà.
Aufnahmen entstanden mit dem Ensemble MIA (Live 2016, eine Begegnung Improvisierter Musik in Atouguia da Baleia), 2018 legte sie ihr Debütalbum Males Herbes vor. When Forests Dream (2020), ein Duoalbum mit zwei Klavieren mit Agustí Fernández, wurde von Enderrock de les Illes Balears als bestes Jazz-Album 2020 ausgezeichnet. Mit dem Bassisten Barry Guy entstanden die Duoalben String Fables (Fundacja Słuchaj, 2022) und Live in Munich (ECM Records 2024). Millà lebt in Deutschland.